# Beekjuffers (geslacht)
De beekjuffers (Calopteryx) vormen een geslacht van libellen (Odonata) uit de familie van de beekjuffers (Calopterygidae). De typesoort is Libellula virgo.

## Soorten
Calopteryx omvat tussen de 10 en 20 soorten. De Nederlandstalige namen zijn, voor zover niet voorkomend in het Nederlands Soortenregister, ontleend aan Libellen van Europa. Bij de naam worden ook de auteur en het jaar van publicatie vermeld. Een naam waarbij de auteur tussen haakjes is geplaatst, werd bij eerste publicatie ervan met een andere geslachtsnaam gecombineerd.
- Calopteryx aequabilis Say, 1840
- Calopteryx amata Hagen, 1889
- Calopteryx angustipennis (Selys, 1853)
- Calopteryx cornelia Selys, 1853
- Calopteryx dimidiata Burmeister, 1839
- Calopteryx exul Selys, 1853 – Berberbeekjuffer
- Calopteryx haemorrhoidalis (Vander Linden, 1825) – Koperen beekjuffer
- Calopteryx hyalina Martin, 1909
- Calopteryx japonica Selys, 1869
- Calopteryx maculata (Palisot de Beauvois, 1805)
- Calopteryx orientalis Selys, 1887
- Calopteryx samarcandica Bartenev, 1912
- Calopteryx splendens (Harris, 1782) – Weidebeekjuffer
- Calopteryx syriaca Rambur, 1842
- Calopteryx virgo (Linnaeus, 1758) – Bosbeekjuffer
- Calopteryx xanthostoma (Charpentier, 1825) – Iberische beekjuffer